# Июль 2024 года

Список событий июля 2024 года.

## События
- 1 июля
  - Спорт
    - В Лондоне (Великобритания) на кортах Всеанглийского клуба лаун-тенниса и крокета начались матчи основной сетки Уимблдонского турнира[1].

- 2 июля
  - Математики вычисли значение невычислимой функции Busy Beaver[англ.]: BB(5) = 47 176 870[2][3].
  - В давке на индуистском празднике в городе Хатхрас на севере Индии погибло более 120 человек, большинство погибших женщины[4].
- 4 июля
  - Политика
    - Белоруссия вступила в Шанхайскую организацию сотрудничества[5].
- 5 июля
  - Суды
    - Театральное дело: Прокурор запросил по шесть лет колонии режиссёру Евгении Беркович и сценаристу Светлане Петрийчук, которых обвиняют в «оправдании терроризма» за постановку спектакля «Финист ясный сокол», удостоенного премии «Золотая маска»[6].

  - Политика
    - После 14 лет в оппозиции Лейбористская партия уверенно победила на всеобщих выборах в Великобритании[7]. Премьер-министром Великобритании стал лидер лейбористов Кир Стармер.
- 6 июля
  - Новым президентом Ирана избран Масуд Пезешкиан[8].
- 7 июля
  - На внеочередных парламентских выборах во Франции победил избирательный блок левых политических партий «Новый народный фронт»[9].
- 8 июля
  - Украина подверглась ракетному удару — погибло минимум 42 человека, более 190 ранено[10].
- 9 июля
  - Европейское космическое агентство впервые запустило в космос новую европейскую ракету «Ариан-6», сменившую «Ариан-5» в качестве основной европейской ракеты-носителя; запуск был произведён с космодрома Куру во Французской Гвиане[11]
- 11 июля
  - При запуске ракеты-носителя Falcon 9, которая должна была вывести на орбиту 20 спутников Starlink, произошёл сбой. Все дальнейшие старты Falcon 9 отложены до выяснения причин и устранения неисправностей[12].
- 12 июля
  - Катастрофы и происшествия
    - В Подмосковье между деревнями Апраксино и Малое Карасёво потерпел крушение пассажирский самолёт Sukhoi Superjet 100-95LR. На борту находились три члена экипажа. Все они погибли[13][14].
    - В результате схода оползня в Непале в реку Тришули упали два автобуса, около 60 человек считаются пропавшими без вести[15].
- 13 июля
  - Катастрофы и происшествия
    - Покушение на Дональда Трампа в Пенсильвании: Бывший президент и кандидат в президенты США Дональд Трамп был ранен в результате стрельбы на митинге, который он проводил в Батлере в Пенсильвании в рамках его предвыборной кампании перед выборами Президента США 2024[16]. Пуля прошла в нескольких сантиметрах от головы Трампа, пробив верхнюю часть его правого уха[17][18]. При стрельбе погиб еще один человек и стрелок, двое были ранены.
    - Война в Газе (с 2023): Израиль предпринял попытку ликвидации командира военного крыла ХАМАС Мохаммеда Дейфа и его заместителя, однако пока нет абсолютной уверенности, что они были уничтожены. По информации Минздрава Газы в результате удара ЦАХАЛ по сектору Газа близ Хан-Юниса погибли по меньшей мере 71 человек, ещё около 300 получили ранения[19][20].
- 14 июля
  - Спорт
    - На чемпионате Европы по футболу победу одержала сборная Испании, обыграв в финале Англию со счётом 2:1[21]. За всю историю чемпионатов Европы Испания победила в 4-й раз.
    - Сборная Аргентины в 16-й раз стала победителем в футбольном турнире Кубок Америки, обыграв Колумбию в финале со счётом 1:0[22].
    - Уимблдонский турнир 2024 (результаты): В мужском одиночном разряде победу одержал Карлос Алькарас, в женском одиночном разряде — Барбора Крейчикова[23][24]. Победу в парном мужском разряде[англ.] одержали Харри Хелиёваара и Генри Паттен, а в парном женском разряде — Катерина Синякова и Тейлор Таунсенд[25][26].
- 15 июля
  - Президентская кампания Дональда Трампа (2024): В преддверии Национального съезда Республиканской партии, переживший покушение Дональд Трамп назвал имя своего кандидата в вице-президенты, с которым он будет участвовать в выборах, им стал Джей Ди Вэнс, сенатор от штата Огайо[27].
  - Премьер-министром Непала стал Кхадга Прасад Шарма Оли[28].
  - Стрельба в мечети Маската (2024)[англ.]: в Маскате (Оман) в результате массовой стрельбы в шиитской мечети 9 человек были убиты (включая трёх напавших) и более 30 ранены. Ответственность за теракт взяло Исламское государство[29].
- 16 июля
  - Произошёл сбой в работе генерирующего оборудования на Ростовской АЭС. Возникли проблемы в энергосистеме Юга России[30].
- 17 июля
  - Президентская кампания Джо Байдена: У Джо Байдена диагностирован COVID-19, и он принимает решение о временной приостановке предвыборной кампании[31].
- 19 июля
  - По всему миру произошёл сбой в работе самолётов, поездов и банков из-за проблем в работе Windows[32].
  - Суд приговорил американского журналиста Эвана Гершковича к 16 годам колонии строгого режима[33].
  - Во Львове в результате покушения была убита украинский политик Ирина Фарион[34][35][36].
  - В США завершился съезд Республиканской партии, на нём были официально утверждены кандидат в президенты Дональд Трамп и кандидат в вице-президенты Джей Ди Вэнс[37][38].
  - В Минске к смертной казни приговорили гражданина Германии Рико Кригера[39].
- 20 июля
  - По меньшей мере 12 человек погибли и более 30 пропали без вести в результате обрушения моста в китайской провинции Шаньси[40].
  - Израиль нанёс удары по нефтехранилищам в порту города Ходейда на западе Йемена, после того как днём ранее дрон хуситов долетел до Тель-Авива[41][42].
- 21 июля
  - Президентская кампания Джо Байдена: Джо Байден вышел из президентской гонки[43].
- 22 июля
  - Глава Секретной службы США Кимберли Читл дала показания в конгрессе о покушении на Трампа, ставшего самым значительным оперативным провалом Секретной службы за последние десятилетия[44]. На следующий день Читл ушла с поста директора[45].
- 23 июля
  - В Эфиопии по меньшей мере 229 человек погибли в результате двух оползней[англ.], поглотивших деревни Гезе-Гофа и Гофа-Зурия[46].
  - Представители 14 палестинских движений и группировок, включая ХАМАС и ФАТХ, подписали в Пекине совместную декларацию[англ.] о прекращении разногласий[47].
- 24 июля
  - Самолёт непальской авиакомпании Saurya Airlines потерпел крушение в международном аэропорту Катманду (Непал), 18 из 19 находившихся на борту человек погибли[48].
  - Премьер-министр Израиля Биньямин Нетаньяху в четвёртый раз выступил перед Конгрессом США, побив рекорд Уинстона Черчилля, который делал это три раза[49].
- 25 июля
  - В Манильском заливе произошёл[англ.] разлив нефти, вызванный опрокидыванием и затоплением промышленного топливного танкера MT Terra Nova, шедшего под филиппинским флагом. Танкер перевозил около 1,5 миллиона литров нефти, которая начала выливаться после затопления судна[50][51].
  - В Эль-Пасо (Техас) был арестован мексиканский наркобарон Исмаэль Самбада[52].
  - В Госдуме анонсировали замедление YouTube в России[53].
- 26 июля
  - Спорт
    - В Париже прошла церемония открытия летних Олимпийских игр 2024 года. Игры открыл президент Франции Эмманюэль Макрон. Олимпийский огонь зажгли трёхкратные олимпийские чемпионы дзюдоист Тедди Ринер и легкоатлетка Мари-Жозе Перек[54].
- 27 июля
  - В результате израильского удара по школе в городе Дейр-эль-Балах (Сектор Газа), где находились беженцы, погибло по крайней мере 30 человек, в том числе 15 детей, ранено более 100 человек. Всего с начала войны в Газе, по данным контролируемого ХАМАС министерства здравоохранения, погибло 39 тысяч палестинцев[55].
  - Столкновения на израильско-ливанской границе (с 2023): Голанские высоты подверглись обстрелу с территории Ливана (предположительно Хезболлой), один из снарядов упал на футбольную площадку, где находились дети, погибли 12 человек и более 30 получили ранения[56].
  - Спорт
    - Грузинский стрелок из пистолета Нино Салуквадзе стала первой женщиной в истории, выступившей на 10 Олимпийских играх (1988—2024). Ранее никто, включая мужчин, не выступал на 10 Олимпиадах подряд[57].
    - Пловчиха Эмма Маккеон стала первым в истории спортсменом из Австралии, выигравшим 6 золотых олимпийских наград[58].
    - 61-летняя Ни Сялянь из Люксембурга стала самым возрастным игроком в настольный теннис в истории Олимпийских игр. Она побила свой же рекорд, установленный в Токио в 2021 году[59].
- 28 июля
  - В Венесуэле прошли президентские выборы. По официальным данным, победу на них одержал Николас Мадуро, набрав 51 % голосов. Оппозиционный кандидат Эдмундо Гонсалес своё поражение не признал. В стране начались протесты[60]. Представители ряда других стран, включая США, также усомнились в объективности официальных результатов[61].
- 29 июля
  - В Саутпорте (Великобритания) 17-летний потомок мигрантов из Руанды напал с ножом на воспитанников детской танцевальной студии, где убил трёх девочек, ранил ещё восьмерых детей, а также троих взрослых. Нападение получило широкий резонанс, который перерос в массовые протесты — сначала в самом Саутпорте, а затем и в других городах Великобритании[62][63][64].
- 30 июля
  - В Индии по меньшей мере 276 человек погибли в результате схода оползней[англ.] в округе Ваянад[65].
  - Смертная казнь в Белоруссии: Президент Беларуси Александр Лукашенко принял решение о помиловании гражданина Германии Рико Криегера[66].
  - Израиль нанёс авиаудар по Бейруту, погибла женщина и двое детей, ещё 74 человека были ранены[67]. Данная атака стала ответом на удар по Мадждаль-Шамсу несколькими днями ранее[68]. Основной целью удара по Бейруту был высокопоставленный член «Хезболлы» Фуад Шукр, он находился в пораженном здании, однако его судьба неизвестна[69].
- 31 июля
  - В Иране убит глава политбюро ХАМАС Исмаил Хания[70].
  - Спорт
    - Адриана Руано Олива принесла Гватемале первое олимпийское золото в истории, победив в трапе на Олимпийских играх в Париже[71].
    - Китаец Пань Чжаньлэ выиграл золото на дистанции 100 метров вольным стилем на Олимпийских играх в Париже, превысив свой же мировой рекорд сразу на 0,4 сек[72].
    - Американская пловчиха Кэти Ледеки повторила рекорд гимнастки из Чехословакии Веры Чаславской по количеству побед в личных дисциплинах на Олимпийских играх (по 7).